# Государственный центр современного искусства
Госуда́рственный це́нтр совреме́нного иску́сства (ГЦСИ) — музейно-выставочный и научно-исследовательский центр в Москве, занимающийся развитием современного российского искусства и популяризацией знания. Центр был основан в 1992 году указом Министерства культуры. В 2004-м состоялось открытие нового здания на Зоологической улице.
К 2018 году в состав центра входили филиалы во Владикавказе, Екатеринбурге (Уральский филиал Государственного центра современного искусства), Калининграде (Балтийский филиал ГЦСИ), Нижнем Новгороде ("Арсенал"), Санкт-Петербурге (Северо-Западный филиал ГМИИ), Томске (Сибирский филиал ГМИИ), Самаре (Средневолжский филиал ГЦСИ), Саратове (Саратовский филиал ГЦСИ).
С 2020 года ГЦСИ входит в состав Государственного музея изобразительных искусств им.  А. С. Пушкина, директор которого в 2025 году приняла решение свернуть сеть до минимума.

## История

Общий вид выставки «Избирательное сродство», 2016 год

Центр был создан в 1992 году по указу Министерства культуры «О создании Государственного центра современного искусства». ГЦСИ стал первой государственной организацией, деятельность которой была полностью посвящена современному искусству. В 1990-е он являлся одной из главных площадок социокультурной жизни Москвы, где проводились выставки и осуществлялись новационные отечественные и международные проекты. В основном центр занимается формированием культурной политики и создаёт инфраструктуру для проведения проектов по развитию отечественного современного искусства.
В 2004 году состоялось открытие нового здания ГЦСИ в помещениях бывшего производственного цеха завода по изготовлению электроосветительного оборудования на Зоологической улице. Проект реконструкции был разработан архитектурной мастерской Михаила Хазанова при участии Михаила Миндлина, М. Ребровой, Никиты Шангина, инженера Н. Николаевой, конструктора Нодара Канчели. Помещения общей площадью более 2000 м² переделали за счёт вынесенного за внешний периметр стен металлического скелета, который позволил увеличить объём здания. На скелет были подвешены антресольный этаж и перекрытия кровли. Помимо основного выставочного пространства в здании разместили научные и технические отделы, библиотеку, артотеку, издательский комплекс, производственные мастерские и депозитарий. Кроме того, музей владеет помещением площадью 280 м² в мансарде бывшего дома художника Фёдора Поленова, также расположенного на Зоологической улице. У входа в здание был установлен бульдозерный нож в память легендарной «бульдозерная выставка».
Решение о создании Государственного музея современного искусства федерального значения было принято 24 июля 2009 года на коллегии Министерства культуры Российской Федерации. Музей было решено создавать на базе Государственного центра современного искусства и на его территории по адресу: Москва, ул. Зоологическая. В декабре 2012 года министр культуры России Владимир Мединский сообщил на брифинге в Министерстве культуры, что новое здание Государственного центра современного искусства (ГЦСИ) будет построено не на Бауманской, а на Ходынском поле. От уже разработанного проекта нового здания ГЦСИ на Бауманской решили отказаться, так как его цена показалась Минкульту «слишком завышенной».
В 2013 году ГЦСИ объявил архитектурный конкурс на проект нового здания музея. По итогам конкурса первое место заняло ирландское бюро Heneghan Peng Architects. В 2014-м в присутствии министра культуры Владимира Мединского и мэра Москвы Сергея Собянина состоялась церемония закладки первого камня нового здания, однако в сентябре 2018 года стало известно, что от проекта по строительству пришлось отказаться по причине нехватки средств в городском бюджете.
В нашей стране действует несколько десятков крупных центров классического искусства и по сути два — современного искусства: ГЦСИ и РОСИЗО. Эти многопрофильные учреждения культуры имеют сходные задачи. Они реализуют масштабные выставочные проекты, продвигают российское искусство за рубежом, плотно сотрудничают с музеями, художниками, кураторами, теоретиками и критиками, осуществляют собственные образовательные и издательские программы.Министр культуры Владимир Мединский
В 2016 году ГЦСИ вошёл в состав Государственного музейно-выставочного центра «РОСИЗО» на правах структурного подразделения. После объединения двух структур большинство старых сотрудников музея были уволены, в том числе художественный руководитель и основатель ГЦСИ Леонид Бажанов. Новым руководителем центра назначили главу РОСИЗО Сергея Перова. По состоянию на 2018-й в комплекс РОСИЗО-ГЦСИ входят восемь филиалов в Санкт-Петербурге (вошёл в состав музея в 1995-м), Калининграде (1997), Нижнем Новгороде (1997), Екатеринбурге (1999), Владикавказе (2010), Томске (2013), Самаре (2014), Саратове (2016).
О том, чтобы уйти из ГЦСИ, я думала с самого начала, когда стало известно о слиянии, но мне казалось, что я не могу оставить центр, пока не завершу проекты этого года. Когда объявили, что реорганизация завершится 1 ноября, я надеялась, что к этому моменту мы осуществим наши основные запланированные проекты <...> Но уважение к мнению ученого совета, который голосовал за эти проекты, отсутствует. Все решения теперь принимает один человек — Сергей Перов, перед которым сотрудники должны оправдываться и доказывать, что все произведения, которые предлагается показать зрителю, являются объектами культурного значения, а не провокацией. Ситуация, в которой мы оказались как люди, занимающиеся искусством, кажется унизительной. Меня, наверное, можно упрекнуть в том, что я бросаю центр и надо было бороться дальше, но я не вижу себя внутри РОСИЗО и не могу нести ответственность за то, за что несла раньше.Начальник отдела художественных программ, куратор Ирина Горлова
В 2016 году стало известно о ряде обысков в главном здании центра, которые проводились в связи с уголовным делом против замглавы Минкультуры Григория Пирумова и его возможными связями с бывшим директором ГЦСИ Михаилом Миндлином. В этом же году главное здание ГЦСИ на Зоологической улице было закрыто на реконструкцию, с планиуемой датой завершения к 2022 году. По окончании реконструкции в помещениях планируется разместить административные службы и лекционный зал, а в строениях № 3 и 4 открыть детские студии. В 2017-м в главном здании создали зал для постоянных выставок региональных филиалов.
В 2018-м на пост директора РОСИЗО была назначена художник Вера Лагутенкова.
02 июля 2019 года на совещании по вопросу развития сети филиалов ГЦСИ, состоявшемся в Министерстве культуры, было объявлено о передаче ГЦСИ из ведения РОСИЗО под управление Музея изобразительных искусств имени Пушкина.
В 2023 году появились планы о организации Музея культуры стран Африки на месте бывшего ГЦСИ.

## Деятельность

### Коллекция
С момента создания в 1992 году ГЦСИ занимается формированием художественной коллекции, которая включает в себя произведения как зарубежных, так и отечественных авторов. Первыми приобретёнными работами стали полотна художников Владислава Ефимова, Юрия Либермана и Франциско Инфанте. По состоянию на 2018-й в состав ГЦСИ входят более 5000 единиц хранения: графические, художественные и мультимедийные изображения, инсталляции, скульптура, фотографии.

### Выставки и мероприятия
В 2002 году ГЦСИ инициировал создание ежегодного фестиваля «Стой! Кто идет?», организованного совместно со школой современного искусства «Свободные мастерские» Московского музея современного искусства (MMOMA). В 2008-м из-за возросшего количества участников фестиваль реорганизовали в Московскую международную биеннале молодого искусства.
В 2005-м ГЦСИ основал Всероссийский конкурс в области современного визуального искусства «Инновация». Участвующие проекты могут получить награду в пяти номинациях: «Произведение визуального искусства», «Кураторский проект», «Теория, критика, искусствознание», «Региональный проект современного искусства», «Новая генерация».
В 2016 году в ГЦСИ прошла недельная выставка, посвящённая дадаизму. На ней экспонировалась манифесты движения, отрывки кинематографических опытов Ханса Рихтера и Ман Рэя, акустические инсталляции работавших со звуком Хуго Балля и Курта Швиттерса.
С 2017 года музей запустил проект TECHNE, посвящённый изучению технологического искусства: роботического, генеративного и кинетического. На первой из серии выставок экспонировались работы, подготовленные совместно с архитектурным бюро «Мастерская Б». С 2017-го ГЦСИ совместно с Университетом ИТМО подготовили курс лекций по истории науки и искусства для специалистов научной коммуникации. Лекции читают Наталья Фукс и Ольга Ремнёва.
Региональные выставки в Москве в 2017 году
- «Жизнь живых» — проект кураторов Алисы Савицкой и Артёма Филатова ГЦСИ Нижнего Новгорода («Арсенал»)[37].
- «Russian Red Обыкновенный» — проект куратора Евгения Уманского Балтийского филиала ГЦСИ[38].
- «Ширяевская биеннале. Среднерусский дзэн» — проект Нели и Романа Коржовых самарского филиала ГЦСИ[39].
- «Приручая пустоту» — временная экспозиция из фондов уральского филиала, подготовленный Владимиром Селезнёвым[40].
- «Владей Кавказом!» — отчётная выставка XI художественного симпозиума «Аланика» и культурной городской программы «Владей Кавказом!» Северокавказского филиала ГЦСИ[41].